# Imatra (wodospad)
Imatra (fin.: Imatrankoski) – wodospad na rzece Vuoksi, w południowo-wschodniej Finlandii, w miejscu, w którym rzeka przecina pasmo wzgórz Salpausselkä. Obejmuje szereg progów o łącznej wysokości 18,4 m, który ciągnie się na długości ok. 1,5 km. Liczy od 23 do 50 m szerokości. Przepływ wody wynosi 475–620 m³/s.
Elektrownia wodna Imatra, znajdująca się na Imatrankoski, o łącznej mocy 185 MW jest największą hydroelektrownią w Finlandii

## W kulturze
- Fiński zespół Pariisin Kevät nagrał piosenkę Imatrankoski na płycie Astronautti[3]